# Denise Tolkowsky
Denise Tolkowsky (Brighton, 11 augustus 1918 – Antwerpen, 9 maart 1991) was een Belgisch pianiste en componiste.

## Biografie
Tolkowsky werd in 1918 geboren in de Britse stad Brighton. Haar familie was daarnaartoe gevlucht bij het uitbreken van de Eerste Wereldoorlog. Ze werd geboren in een muzikaal gezin: haar moeder was Anna Kennes, een uit Vlaanderen afkomstig zangeres en actrice bij de Koninklijke Vlaamse Opera en haar vader, Samuel Tolkowsky, was een uit Rusland afkomstige diamanthandelaar met een voorliefde voor muziek.
Op jonge leeftijd kreeg Tolkowsky pianoles van haar zus. Reeds op zesjarige leeftijd behaalde ze een diplôme superieur op een landelijke pianowedstrijd in Antwerpen. Na een aanbeveling van haar pianolerares begon ze op twaalfjarige leeftijd aan haar studie aan het Koninklijk Conservatorium Antwerpen. Ze behaalde haar diploma piano bij Emmanuel Durlet en harmonie bij Edward Verheyden. Vervolgens behaalde ze haar diploma's compositie en orkestratie bij Flor Alpaerts en contrapunt en fuga bij Karel Candael. Ook behaalde ze een getuigschrift voor letterkunde en kunstgeschiedenis. 
Tolkowsky begon met componeren op haar vijftiende. Haar eerste werken waren in de stijl van componisten als Claude Debussy en Maurice Ravel. Na een tijd waren er meer invloeden van Béla Bartók te herkennen. Doorheen de jaren werd haar werk steeds expressionistischer. Ze schreef voor theater, orkest, kamerensemble, solopiano en zang. Ook schreef ze een aantal liedjes.
Tolkowsky was gehuwd met Alex de Vries, eveneens een bekend pianist. Als componiste en concertpianiste werkten zij zo nu en dan als duo. Ze kon haar hoger diploma piano echter niet behalen: door het uitbreken van de Tweede Wereldoorlog moest ze, als Jood, vluchten uit Antwerpen en bijgevolg haar studies stopzetten. Ze dook met haar man onder in Gent. Vanuit de kelder waarin ze verbleven schreef ze diverse liederen en pianostukken. Enkele door haar geschreven werken kregen een titel die refereerde aan de oorlogstijd. Na de oorlog keerden ze samen terug naar Antwerpen. Het duo trad samen op met zogeheten quatre-mainsstukken, pianowerken voor vier handen op één piano. Van 1947 tot 1949 was Tolkowsky muziekdirectrice van de Belgische Balletten. Ook gaf ze privéles voor piano en compositie. 
Haar echtgenoot overleed in mei 1964. Om zijn werk niet verloren te laten gaan, richtte ze het Alex de Vries Fonds op, een fonds om beginnende muzikanten te helpen bij het opbouwen van hun carrière. Tolkowsky stelde daarnaast haar eigen huis open voor jonge musici uit zowel het binnen- als buitenland. Door alle nieuwe werkzaamheden kwamen haar eigen composities op een laag pitje te staan.
In 1980 werd ze directrice van de Vlaamse tak van de organisatie Live Music Now van Yehudi Menuhin. Ook creëerde ze de prijs De Vries-Tolkowsky, die werd gegeven aan studenten van het Conservatorium met de hoogste score voor piano.

## Privéleven
Ze stierf in 1991 in Antwerpen.

## Werken (selectie)

### Balletvoorstellingen
| Jaar      | Titel                 |
| --------- | --------------------- |
| 1931      | Van 't Kwezelke       |
| 1939      | Le Jeu du Coeur       |
| 1939      | People Of Earth       |
| 1945-1946 | Concentratiekamp      |
| 1947      | De aarde en de mensen |
| 1950      | Het harstspel         |

## Composities
| Jaar | Titel                           | Opmerkingen                                                      |
| ---- | ------------------------------- | ---------------------------------------------------------------- |
| 1938 | Adagio voor strijkers           | gebaseerd op het oude Vlaamse lied 'Ghequetst ben ic van binnen' |
| 1939 | Het Kamp                        | cantate voor mezzosopraan en orkest, op tekst van Marcel Coole   |
| 1939 | Camp                            | voor mezzosopraan en kamerorkest, op tekst van Marcel Coole      |
| 1950 | Eerbetoon aan Béla Bartók       | voor fluit, viool, piano en slagwerk                             |
| 1950 | Adagio voor strijkers           |                                                                  |
| 1958 | Concerto                        | voor piano en orkest, geschreven voor haar man Alex De Vries     |
| 1958 | Concertino                      | voor fluit en strijkorkest                                       |
| 1961 | Variaties op een Russisch thema |                                                                  |

## Prijzen en onderscheidingen
- Bekroning voor ballet Van ’t Kwezelke op de Internationale Danswedstrijd in Brussel (1931);
- Zilveren medaille voor Eerbetoon aan Bartók op de Internationale Viotti-wedstrijd in Italië (1950);
- Gulden gedenkpenning Vrouw van de Wereld van UNESCO (1982).[1]

- Gemeinsame Normdatei: 1202850065
- MusicBrainz: 8e35e65e-b6eb-4188-aef5-e3c88302e49f
- Virtual International Authority File: 4078157952115465600001
- WorldCat: E39PBJyWQmpw3yFQF6yyVvtYfq